# Opulaster thyrsiflorus
Opulaster thyrsiflorus là loài thực vật có hoa trong họ Hoa hồng. Loài này được (D. Don) Kuntze mô tả khoa học đầu tiên năm 1891.